# 福留脩文
福留 脩文（ふくどめ しゅうぶん、1943年6月14日 - 2013年12月10日）は、日本の多自然川づくりの専門家。建設コンサルタント。株式会社西日本科学技術研究所代表取締役。高知県生まれ。博士（工学）、技術士（建設部門）、1級土木施工管理技士、1級造園施工管理技士。高知大学非常勤講師。四国地方整備局自然環境アドバイザー、高知県文化環境アドバイザー、日本ビオトープ協会顧問など。
日本の風土に合った、人間の暮しと環境保護を両立させる地域開発のあり方を模索し、近自然河川工法を日本で最初に提唱した第一人者としてその意義や方法を紹介し、自ら川に入って工法を実践する技術者である。全国の河川で実践活動を進め、長野県鳥居川など手がけた河川は全国に広がる。土木設計、自然環境調査を広く手がけた。

## 経歴
- 1967年 東海大学工学部土木工学科卒業
- 1967年 建設会社に勤務
- 1974年 (株)西日本科学技術研究所設立、代表取締役
- 2013年12月10日 前立腺癌のため死去[2]。70歳没。

## 著書及び参考文献
- 「近自然河川工法」（1990年 信山社 チューリッヒ建設局クリスチャン・ゲルディ共著）
- 「近自然の歩み－共生型社会の思想と技術－」（2004年 信山社サイテック）
- 「自然公園シリーズ1 登山道の保全と管理」（2008年 古今書院 分担執筆）